# Moveas
Die Moveas GmbH (Eigenschreibweise moVeas, vormals RBA Regionalbus Arnstadt) ist ein Nahverkehrsunternehmen mit Stammsitz in Arnstadt und Niederlassungen in Hildburghausen, Kronach, Görlitz, Niesky und Weißwasser. Es bedient als Konzessionär Regional- und Überlandlinien in Thüringen, Bayern und Sachsen. In Thüringen befördert Moveas Fahrgäste im Landkreis Hildburghausen, in der Thüringer-Wald-Region, im Thüringer Rennsteig, im Landkreis Rhön-Grabfeld und im nördlichen Ilm-Kreis. In Bayern ist das Unternehmen im Landkreis Kronach, in der Fränkischen-Wald-Region, im Rodach-Tal, in Teilen des Landkreises Kulmbach sowie im Landkreis Coburg im Einsatz. In Sachsen bedient Moveas im Landkreis Görlitz (seit 2023) das Linienbündel Nord und das Linienbündel Görlitzer Umland. Darüber hinaus bietet Moveas Dienstleistungen in den Bereichen Touristik und Fahrzeugtechnik an. Das Unternehmen verfügt über vier Betriebsstätten in Arnstadt, Hildburghausen, Kronach und Niesky.
Der 1999 als mehrheitlich privates Unternehmen gegründete und 2018 vollständig privatisierte Dienstleister hat sich darauf spezialisiert für Landkreise, und Kommunen Angebote für den ÖPNV zu erstellen und diese – teilweise auch mit privaten Kooperationspartnern – umzusetzen. Dabei bedient sich Moveas verstärkt dem Einsatz digitaler Technik auch im ländlichen Raum.
Im Auftrag von Moveas fahren 160 Busse und Kleinbusse der Marken Mercedes-Benz, Setra, MAN, Iveco und VW durchschnittlich 7.700.000 Kilometer im Jahr. An den verschiedenen Standorten sind mehr als 270 Mitarbeiter für Moveas und deren Tochterunternehmen tätig. Im Durchschnitt befördert Moveas pro Jahr über 4.800.000 Fahrgäste.
Einen Namen hat sich das Unternehmen auch als Ausbildungsbetrieb gemacht: Bereits drei Mal wurden Auszubildende bei Moveas in den Berufen Berufskraftfahrer Personenverkehr sowie Verkehrskaufmann / Verkehrskauffrau von der Industrie- und Handelskammer Südthüringen als Jahrgangsbeste ausgezeichnet.

## Geschichte
Bis zum 31. Dezember 2017 war die Ilm-Kreis Personenverkehrsgesellschaft mbH (IKPV), die sich zu 100 % im Besitz des Ilm-Kreises befindet, an der Moveas-Vorgängergesellschaft RBA Regionalbus Arnstadt GmbH mit 34 % beteiligt, 66 % befanden sich im Besitz der Familie Gräbedünkel als private Gesellschafter. Seit dem 1. Januar 2018 befindet sich die RBA Regionalbus Arnstadt GmbH zu 100 % in Privatbesitz. Zum 1. Juli 2021 wurde das Unternehmen in Moveas GmbH umbenannt.
Seit Januar 2023 betreibt Moveas im sächsischen Landkreis Görlitz die Linienbündel „Nord“ und „Görlitzer Umland“ unter dem Namen „Omnibusverkehr Oberlausitz (OVO)“.